# ويكيبيديا الأمهرية
ويكيبيديا الأمهرية (بالأمهرية: ውክፔዲያ)‏ هي النسخة الأمهرية من موسوعة ويكيبيديا. اعتبارا من 20 نوفمبر 2008، كانت ويكيبيديا الأمهرية ثالث أكبر ويكيبيديا سامية، بعد ويكيبيديا العربية والعبرية.

## الإحصائيات
| عدد المستخدمين المسجلين | عدد المستخدمين النشيطين | عدد المقالات | صفحات المحتوى | عدد التعديلات | عدد الملفات المرفوعة | عدد الإداريين |
| ----------------------- | ----------------------- | ------------ | ------------- | ------------- | -------------------- | ------------- |
| 51٬150                  | 52                      | 15٬419       | 46٬324        | 384٬746       | 1٬357                | 1             |

## التاريخ
- نوفمبر 2005 - أنشئت المقالة رقم 100.
- ديسمبر 2006 - أنشئت المقالة رقم 1000.
- مايو 2011 - أنشئت المقالة رقم 10000.[2]